# 笘篠誠治
笘篠 誠治（とましの せいじ、1964年6月22日 - ）は、大阪府茨木市出身の元プロ野球選手（外野手、内野手）、プロ野球コーチ、野球解説者。現役時代は西武ライオンズに在籍した。

## 経歴

### プロ入り前
上宮高校では1年生の秋から三塁手のレギュラーとなる。エース柚木文雄（同志社大）を擁し1981年春の選抜に出場。準決勝に進むが印旛高の佐藤文男に抑えられ敗退。同年の春季近畿大会でも決勝に進むが、エース西川佳明、吉村禎章や若井基安を打の主軸とするPL学園に敗れる。その後は府予選で敗れ、甲子園出場は叶わなかった。3年生時は主将としてチームを率いる。高校の1学年下に光山英和、2学年下に江本晃一、実弟の笘篠賢治がいた。
1982年のドラフトで西武ライオンズから2位指名されて入団。ドラフト前、上宮高校野球部監督のツテで明治大学野球部のセレクションを受け入部が内定していたが、高校時代に12球団中唯一スカウトとの接触が無かった西武の指名に大変驚いたという。

### 現役時代
1983年の前半戦終盤に早くも一軍昇格するも、秋山幸二をはじめとしたトッププレイヤーとの実力差を痛感、一ヶ月半後に降格を命じられた時は心から安堵したという。しかし早くから一軍でプレイする中で、主力選手も打球判断が１テンポ遅れる時がある事を見抜き、守備や走塁を磨けば出場機会を得られると考えるようになった。
1985年はアメリカマイナー1A級・カリフォルニアリーグのサンノゼ・ビーズに野球留学した。試合中の走塁で相手守備と交錯し、顔面複雑骨折の重傷を負う壮絶な体験をしたが、次々と解雇される同僚を見て野球に対する姿勢を改めるなど、収穫のある留学となった。
1986年、森祗晶監督就任を転機に自身の活路を「守備と走塁」に定め、練習も打撃はそこそこに守備走塁に費やし、技術力を高めた。この年には一軍に定着。三塁手、指名打者として26試合に先発出場。
1987年は開幕直前に辻発彦が故障、二塁手の定位置を獲得する。10月に辻が復帰するまでその代役をつとめ、リーグ優勝に貢献した。
1988年には辻の復帰によって出場機会が減少するが、外野手、一塁手も兼ね、俊足・好守のユーティリティプレイヤーとして起用される。
1990年の読売ジャイアンツとの日本シリーズでは、最終第4戦に左翼手として起用され2安打。5回には逆転勝ちのきっかけとなる内野安打を放ちチーム日本一に貢献した。
1992年は打率.295を記録。試合出場数も5年ぶりに3桁に乗せた。
1993年は開幕から二塁手として起用され、5月からは外野手として55試合に先発出場。年間試合出場数は現役最多の112試合だった。
1994年からは外野手登録となり、主に左翼手として40試合に先発。その後は出番が減る。
1995年に東尾修が監督に就任すると出番が激減、試合出場数は前年の約半分の57試合となった。
1996年オフにFA宣言。阪神が獲得を検討しているという裏情報もあったが、東尾修との直談判でユーティリティプレーヤーとしての必要性を説かれ、最終的に宣言残留。
1997年、球団から戦力外通告とコーチ就任を打診され、この年限りで現役を引退した。笘篠自身は通算1000試合出場への意欲もあったが、家族との相談を経てコーチ業にも魅力を感じたという。現役通算（15年）884試合、打率.256、18本塁打、121打点、90盗塁、122犠打。

### 引退後
1998年から西武の二軍、2000年から2007年まで一軍守備走塁コーチを務めた。2007年10月7日に球団側から来季は契約しないことを通告された。契約解除通知の同月、西武時代の同僚であり当時中日バッテリーチーフコーチを勤めていた森繁和を通じ、落合博満監督から中日コーチ就任の打診を受け、快諾した。
2008年からは中日ドラゴンズの一軍外野守備走塁コーチに就任した。ベースコーチ（2008年から2011年途中まで三塁、同年途中からは一塁）も務めた。2011年、シーズン途中の10月6日に来季の契約を結ばないことを通達された。落合監督の契約解除決定に伴い落合色の一掃を狙った球団の性急な行動であったが、笘篠はかえってチームの結束が固まったと述懐している。その後かねてより入閣を誘われていた、西武時代の同僚であり当時ホークス監督であった秋山幸二に連絡を取り、来季のコーチ就任を内定させた。
2012年からは福岡ソフトバンクホークスの二軍外野守備走塁コーチを務めた。
2013年からは一軍外野守備走塁コーチを務め、前任の井出竜也にかわり三塁ベースコーチャーを務めた。
2014年、11月5日に退団が発表され、11月10日に西武時代同僚だった大久保博元が監督を務める東北楽天ゴールデンイーグルスの一軍外野守備走塁コーチに就任することが発表された。
2016年より東京ヤクルトスワローズの二軍外野守備走塁コーチに就任。
2017年限りで退団。
2018年はDAZNの野球解説者に就任。
2019年から楽天の1軍外野守備走塁コーチに復帰することが発表された。背番号は79。
2020年11月8日に球団側から来季のコーチ契約を行わないことを通告された。

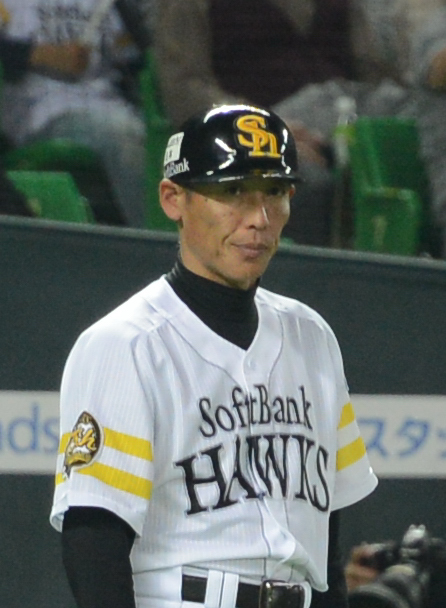
2013年4月11日

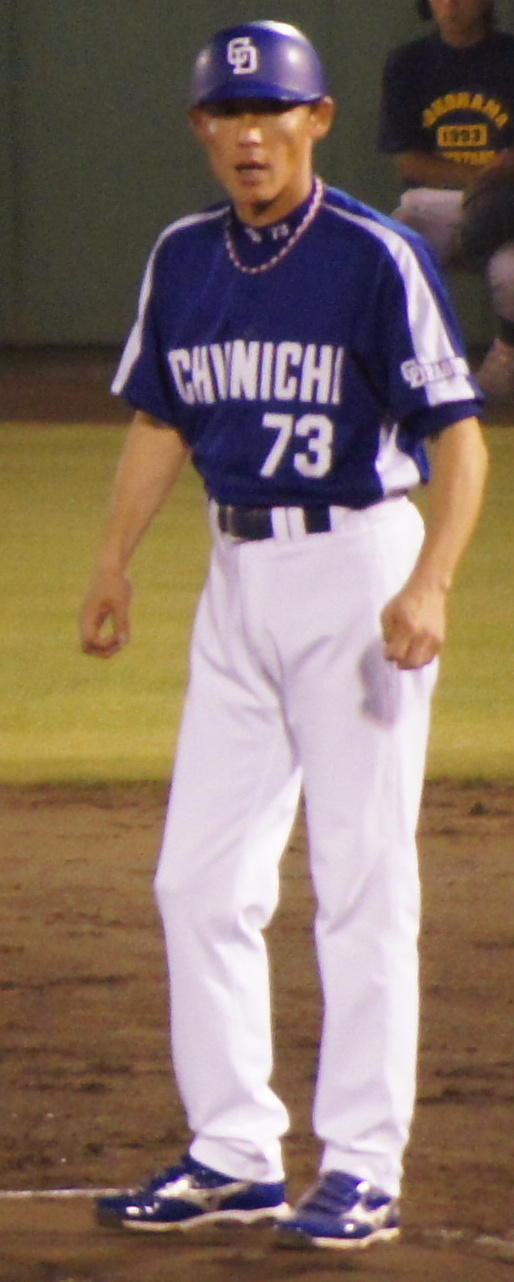
2011年8月14日

2021年より埼玉県内の工務店に勤務、営業本部に在籍。

## 選手としての特徴・人物
- 妻は元松竹歌劇団の瞳はるか[20]。娘は元宝塚歌劇団花組娘役の笘篠ひとみで、息子は俳優の笘篠和馬である[20]。弟は笘篠賢治で、賢治の妻は元タレントの松本典子[20]。

西武現役時代、チームが打ちあぐねていた近鉄投手・野茂英雄を攻略出来れば出場機会が増えると考え投球映像を徹底分析、ストレートとフォークの投球時にわずかに見える小指に変化がある事を発見、投球内容を予測し攻略に繋げた。癖を見抜いている事を相手バッテリーに悟らせない為、予測していたフォークを時に故意に空振りする念の入れようだった。笘篠と野茂の好相性に注目した、当時打撃コーチだった谷沢健一の懇願に負け、チームミーティングで上述の攻略法を公開したが、難解な方法であった為他の打者は実行出来ず、結局この野茂攻略法は笘篠の専売特許となった。

## 詳細情報

### 年度別打撃成績
| 年 度      | 球 団      | 試 合 | 打 席 | 打 数 | 得 点 | 安 打 | 二 塁 打 | 三 塁 打 | 本 塁 打 | 塁 打 | 打 点 | 盗 塁 | 盗 塁 死 | 犠 打 | 犠 飛 | 四 球 | 敬 遠 | 死 球 | 三 振 | 併 殺 打 | 打 率 | 出 塁 率 | 長 打 率 | O P S |
| ---------- | ---------- | ----- | ----- | ----- | ----- | ----- | -------- | -------- | -------- | ----- | ----- | ----- | -------- | ----- | ----- | ----- | ----- | ----- | ----- | -------- | ----- | -------- | -------- | ----- |
| 1983       | 西武       | 5     | 1     | 1     | 1     | 0     | 0        | 0        | 0        | 0     | 0     | 0     | 0        | 0     | 0     | 0     | 0     | 0     | 0     | 0        | .000  | .000     | .000     | .000  |
| 1986       | 西武       | 56    | 93    | 79    | 19    | 22    | 2        | 0        | 2        | 30    | 3     | 4     | 2        | 10    | 0     | 4     | 0     | 0     | 13    | 1        | .278  | .313     | .380     | .693  |
| 1987       | 西武       | 106   | 313   | 277   | 31    | 61    | 7        | 4        | 7        | 97    | 22    | 14    | 5        | 21    | 1     | 14    | 0     | 0     | 49    | 6        | .220  | .257     | .350     | .607  |
| 1988       | 西武       | 56    | 83    | 71    | 17    | 20    | 3        | 1        | 2        | 31    | 10    | 3     | 2        | 7     | 0     | 5     | 0     | 0     | 9     | 2        | .282  | .329     | .437     | .766  |
| 1989       | 西武       | 60    | 89    | 81    | 20    | 15    | 4        | 0        | 0        | 19    | 1     | 3     | 2        | 5     | 0     | 3     | 1     | 0     | 9     | 0        | .185  | .241     | .235     | .476  |
| 1990       | 西武       | 90    | 172   | 140   | 26    | 38    | 5        | 3        | 0        | 49    | 7     | 11    | 1        | 19    | 0     | 12    | 0     | 1     | 23    | 3        | .271  | .333     | .350     | .683  |
| 1991       | 西武       | 81    | 170   | 148   | 23    | 41    | 3        | 2        | 1        | 51    | 16    | 6     | 6        | 9     | 1     | 12    | 1     | 0     | 20    | 3        | .277  | .329     | .345     | .674  |
| 1992       | 西武       | 107   | 194   | 166   | 26    | 49    | 6        | 1        | 3        | 66    | 19    | 16    | 4        | 11    | 1     | 14    | 0     | 2     | 21    | 5        | .295  | .355     | .398     | .753  |
| 1993       | 西武       | 112   | 277   | 236   | 37    | 61    | 8        | 2        | 2        | 79    | 21    | 8     | 3        | 17    | 3     | 20    | 0     | 1     | 28    | 8        | .258  | .315     | .335     | .650  |
| 1994       | 西武       | 101   | 214   | 184   | 28    | 49    | 7        | 2        | 1        | 63    | 10    | 11    | 1        | 12    | 1     | 17    | 0     | 0     | 25    | 6        | .266  | .327     | .342     | .669  |
| 1995       | 西武       | 57    | 72    | 58    | 14    | 13    | 2        | 1        | 0        | 17    | 6     | 6     | 1        | 6     | 2     | 6     | 0     | 0     | 8     | 2        | .224  | .288     | .293     | .581  |
| 1996       | 西武       | 29    | 37    | 30    | 4     | 9     | 2        | 0        | 0        | 11    | 5     | 4     | 1        | 3     | 2     | 0     | 0     | 2     | 2     | 2        | .300  | .324     | .367     | .690  |
| 1997       | 西武       | 24    | 24    | 20    | 6     | 3     | 0        | 0        | 0        | 3     | 1     | 4     | 1        | 2     | 0     | 2     | 0     | 0     | 2     | 0        | .150  | .227     | .150     | .377  |
| 通算：13年 | 通算：13年 | 884   | 1739  | 1491  | 252   | 381   | 49       | 16       | 18       | 516   | 121   | 90    | 29       | 122   | 11    | 109   | 2     | 6     | 209   | 38       | .256  | .307     | .346     | .653  |

### 記録
- 初出場：1983年6月22日、対ロッテオリオンズ12回戦（平和台球場）、9回表に大田卓司の代走として出場
- 初先発出場：1986年5月10日、対ロッテオリオンズ5回戦（川崎球場）、2番・三塁手として先発出場
- 初安打：同上、1回表に石川賢から中前安打
- 初本塁打・初打点：1986年8月19日、対近鉄バファローズ18回戦（西武ライオンズ球場）、3回裏に村田辰美から左越ソロ

### 背番号
- 40 （1983年 - 1986年）
- 4 （1987年 - 1997年）
- 79 （1998年 - 2007年、2016年 - 2017年、2019年 - 2020年）
- 73 （2008年 - 2011年）
- 77 （2012年 - 2014年）
- 71 （2015年）